# Austen (Colnrade)
Austen ist ein Ortsteil der Gemeinde Colnrade in der Samtgemeinde Harpstedt im niedersächsischen Landkreis Oldenburg.

## Geografie
Der Ort liegt südlich des Kernortes Colnrade und nordöstlich des Kernortes Goldenstedt. Am westlichen Ortsrand fließt die Hunte.

## Politik
Auf kommunaler Ebene wird der Ortsteil Austen vom Gemeinderat aus Colnrade vertreten.